# Roubanina
Roubanina (dříve také Roubanín) je obec v okrese Blansko v Jihomoravském kraji. Žije zde 124 obyvatel. Nachází se padesát kilometrů severně od Brna, sedm kilometrů jižně od Letovic, patnáct kilometrů jižně od Boskovic a osmnáct kilometrů severozápadně od Svitav.
Roubaninou protéká potok Zavadilka. K obci náleží samota Klen a Roubanská, které jsou vzdáleny od Roubaniny zhruba jeden kilometr. Na Roubanské se nachází sboreček Adventistů sedmého dne. V okolí Roubaniny jsou značené cyklotrasy a funguje zde také sbor dobrovolných hasičů.

## Název
Název obce je odvozen od staročeského slova rúbanina, což je místo kde se rubalo dřevo.

## Historie
První písemná zmínka o obci pochází z roku 1356 (in Rubanyn). Tehdy byla Roubanina v držení paní Bolky z Roubaniny. Roku 1358 předala Bolka obec svým synům Buďkovi a Přibíkovi z Roubaniny. Následně se tu vystřídalo několik majitelů, např. Jan Leva z Brozánek, který držel obec od roku 1584, Jan Bohuslav Janauer ze Strachnova ji držel od roku 1619 a následně roku 1626 ji prodal Alonsovi de Castro. Dále od roku 1679 ji držel Jindřich Žalkovský z Žalkovic atp.
V době druhé světové války zažili místní lidé mnoho strachu a nejistoty. Katastr Roubaniny totiž sousedil s hranicí Protektorátu a hranice byla hlídána četnictvem, takzvanými financi. Pro překročení hranice (strážnice stála na místě zvaném Na Červené nad obcí Slatina) musel mít každý občan propustku. Probíhaly také četné kontroly, jestli rolníci nemají větší zásoby obilí a brambor, než bylo povoleno.
O bezpečnost občanů do roku 1945 pečovalo četnictvo, které mělo v obci stanici. Po vzniku SNB tuto funkci převzaly okrsky Veřejné bezpečnosti.

### Významné historické události v datech
| Rok  | Událost                           |
| ---- | --------------------------------- |
| 1755 | Založená jednotřídní škola        |
| 1919 | Založen Sokol                     |
| 1942 | Zahájená těžba žáruvzdorného jílu |

## Obyvatelstvo
| Rok            | 1869 | 1880 | 1890 | 1900 | 1910 | 1921 | 1930 | 1950 | 1961 | 1970 | 1980 | 1991 | 2001 | 2011 | 2021 |
| -------------- | ---- | ---- | ---- | ---- | ---- | ---- | ---- | ---- | ---- | ---- | ---- | ---- | ---- | ---- | ---- |
| Počet obyvatel | 261  | 257  | 252  | 272  | 260  | 236  | 218  | 140  | 160  | 172  | 136  | 115  | 125  | 134  | 107  |
| Počet domů     | 47   | 48   | 48   | 46   | 47   | 47   | 48   | 47   | 44   | 42   | 38   | 41   | 52   | 53   | 54   |

## Obecní správa
Mezi lety 1850–1950 Roubanina byla obcí v okrese Boskovice. V letech 1961–1985 patřila jako část obce k Deštné-Roubanině v okrese Blansko. Od 1. ledna 1986 do 30. června 1990 patřila jako část města k Letovicím a od 1. července 1990 je opět samostatnou obcí.

### Obecní symboly
Znak a vlajka byly obci uděleny rozhodnutím předsedy Poslanecké sněmovny Parlamentu České republiky dne 21. září 2005.

#### Znak
V pravém zeleném poli je zlatá ostrev se zaťatou stříbrnou sekerou. Vlevo nahoře je stříbrný ondřejský kříž a pod křížem je pak odvrácené černé krojidlo a radlice.

## Pamětihodnosti

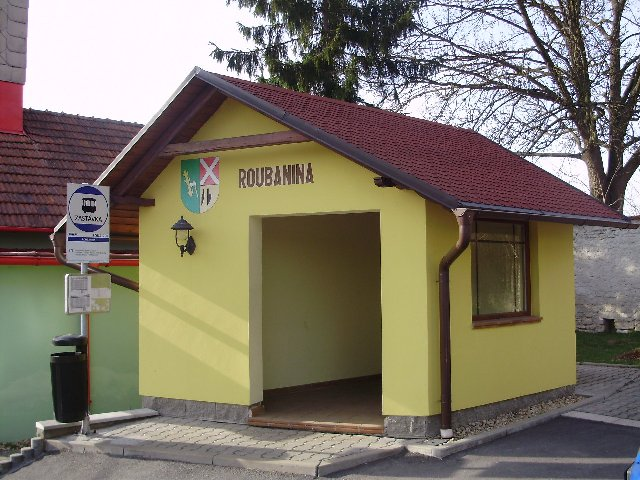
Místní autobusová zastávka

Hlavní dominantou obce Roubaniny je římskokatolický kostel svatého Ondřeje, který vznikl v polovině třináctého století. Byl postaven v pozdně románském a gotickém slohu. V letech 1923–1924 proběhla přestavba kostela a byla přistavěna loď a depozitář. V letech 2003–2004 byly v kostele odkryty pozůstatky vzácných freskových maleb ze čtrnáctého století. Vedle kostela je hřbitov a fara. Roubanina spolu s Roubanskou byla a dodnes je farní obcí.
V obci také stála nedochovaná pozdně středověká tvrz.

## Zajímavosti
Obec proslavil místní farář, konzistorní rada Josef Bečica (1894–1962), který byl věhlasným léčitelem.
Dne 14. srpna 2010 převzala obec Roubanina diplom za vzorné vedení kroniky obce.
V roce 2006 oslavila obec 650 let. Jubileum obce se místní občané rozhodli patřičně oslavit a veškeré společenské akce toho roku věnovali tomuto výročí.
Obec také uvažuje o postavení rozhledny.
Jednou z největších akcí v obci bývá tradiční hasičský výlet, dále potom dětský den, loučení s prázdninami a pálení čarodějnic.

## Galerie

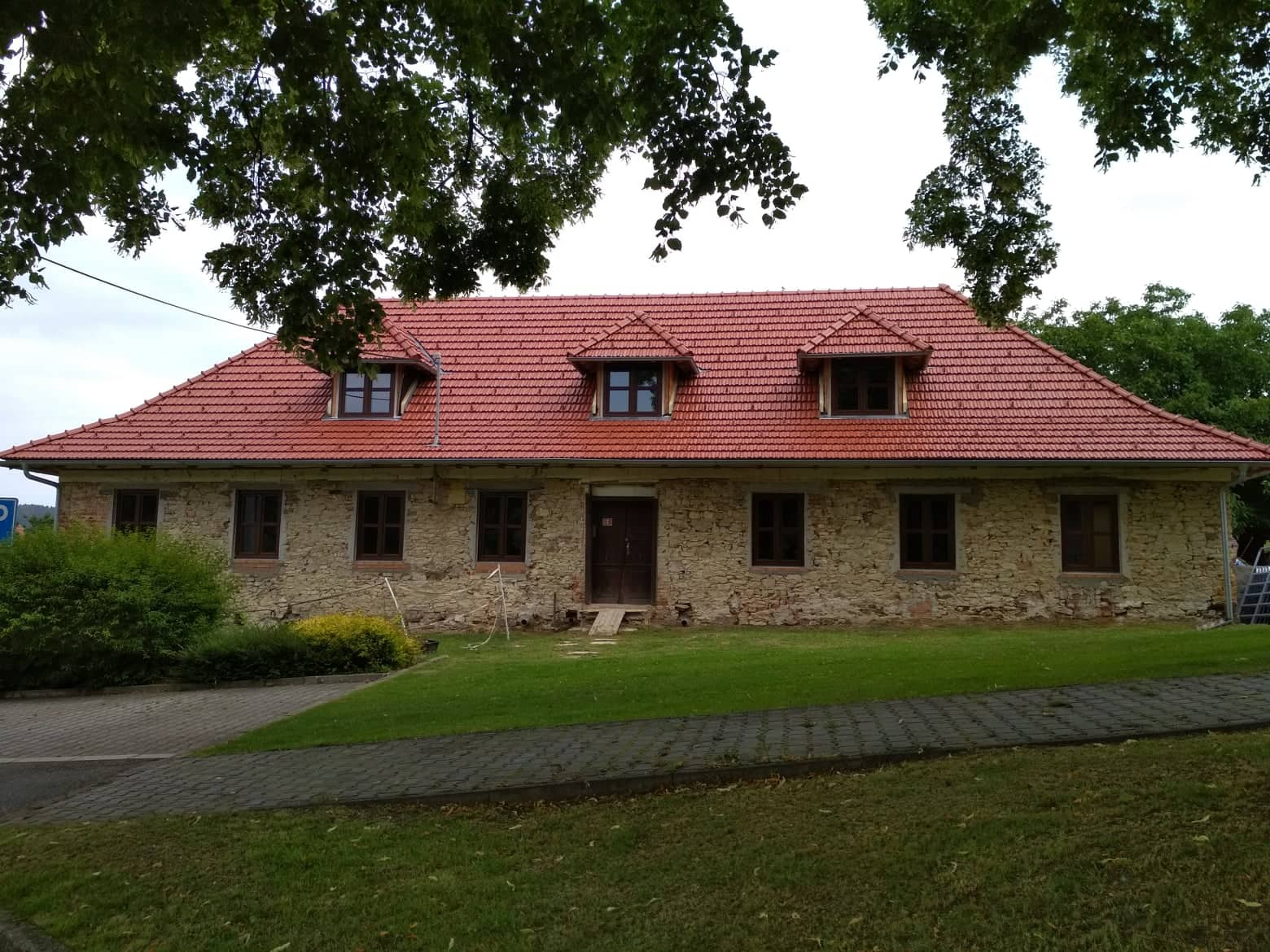
Fara v Roubanině (v rekonstrukci, 2021)
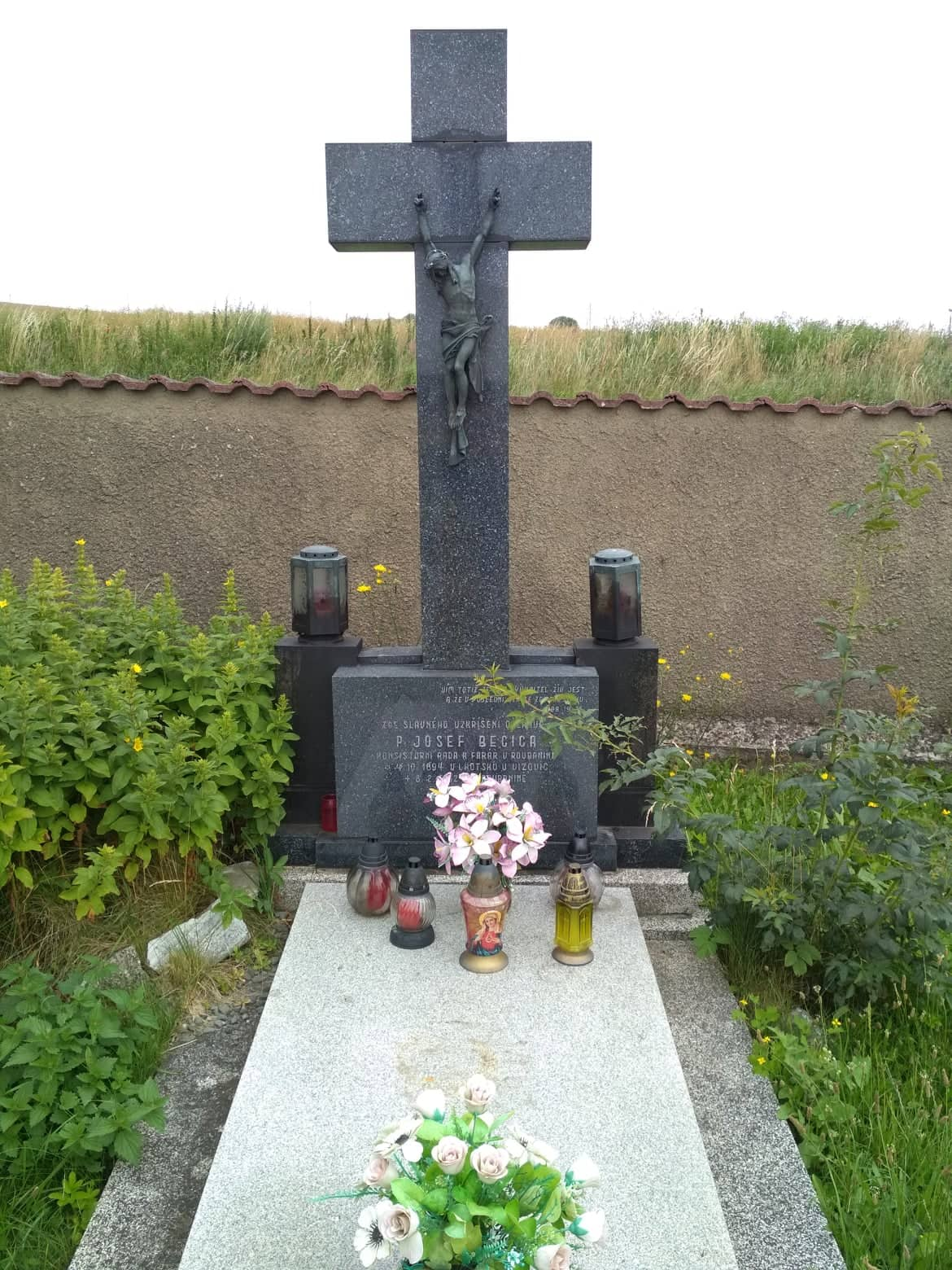
Hrob Josefa Bečici